# Élections législatives thaïlandaises de 1979
En 1979, des élections législatives se tiennent en Thaïlande le 22 avril afin de renouveler les 301 sièges de la Chambre des représentants, dont 151 constituent la majorité absolue.

## Contexte
Douzième élection législative du pays, il s'agit cependant de la première élection à la suite de la promulgation de la Constitution de 1978, où aucune loi sur les partis politiques n'y figurait encore. Une disposition transitoire a été mise en place pour éviter des restrictions concernant la création ou l'affiliation à un parti politique. Il s'agit également des premières élections après le massacre de l'université Thammasat du 6 octobre 1976 et du coup d'État qui s'est ensuivi.

## Mode de scrutin
Les 301 sièges à la Chambre des représentants à pourvoir sont répartis sur 126 circonscriptions. Ils sont élus à la majorité simple.

## Résultats
| Parti                    | Parti                               | Voix       | %     | +/-  | Sièges | +/-           |
| ------------------------ | ----------------------------------- | ---------- | ----- | ---- | ------ | ------------- |
|                          | Action sociale                      | 4 179 174  | 21,26 | 3,8  | 88     | 43            |
|                          | Indépendants                        | 6 197 082  | 31,52 | Nv   | 63     | en stagnation |
|                          | Nation thaïe                        | 2 213 299  | 11,26 | 6,2  | 42     | 14            |
|                          | Parti démocrate                     | 2 865 248  | 14,57 | 10,7 | 35     | 79            |
|                          | Citoyen thaï                        | 528 210    | 2,69  | Nv   | 32     | en stagnation |
|                          | Seritham                            | 979 398    | 4,98  | Nv   | 20     | en stagnation |
|                          | Nation populaire                    | 759 302    | 3,86  | Nv   | 13     | en stagnation |
|                          | Nouvelle Force                      | 544 733    | 2,77  | 4    | 9      | 8             |
| Autres partis            | Autres partis                       | 397 533    | 2,02  | –    | 6      | –             |
|                          | Action démocratique                 | 274 591    | 1,40  | Nv   | 3      | en stagnation |
|                          | Social-agraire                      | 239 122    | 1,22  | 2,3  | 3      | 6             |
|                          | Social-démocrate                    | 162 240    | 0,83  | Nv   | 0      | en stagnation |
|                          | Thaïs unis                          | 119 046    | 0,61  | Nv   | 0      | en stagnation |
|                          | Réforme du Siam                     | 106 916    | 0,54  | Nv   | 0      | en stagnation |
|                          | Soutien à la Politique de Kriangsak | 94 425     | 0,48  | Nv   | 0      | en stagnation |
|                          |                                     |            |       |      |        |               |
| Suffrages exprimés       | Suffrages exprimés                  | 19 660 319 | 95,64 |      |        |               |
| Votes blancs et nuls     | Votes blancs et nuls                | 406 971    | 4,36  |      |        |               |
| Total                    | Total                               | 20 067 290 | 100   | –    | 301    | 22            |
| Inscrits / participation | Inscrits / participation            | 21 284 790 | 43,90 |      |        |               |

## Composition de la Chambre des représentants
|                                    |                                     |         |  |
| Parti                              | Parti                               | Députés |  |
|                                    | Action sociale                      | 89      |  |
|                                    | Nation thaïe                        | 41      |  |
|                                    | Démocrate                           | 36      |  |
|                                    | Citoyen thaï                        | 32      |  |
|                                    | Démocratique uni                    | 26      |  |
|                                    | Seritham                            | 20      |  |
|                                    | Nation du Peuple                    | 9       |  |
|                                    | Social-agraire                      | 8       |  |
|                                    | Nouvelle Force                      | 8       |  |
|                                    | Thaïs unis                          | 5       |  |
|                                    | National-démocrate                  | 3       |  |
|                                    | Pracharat                           | 1       |  |
|                                    | Réforme du Siam                     | 1       |  |
|                                    | Soutien à la Politique de Kriangsak | 1       |  |
|                                    | Justice social                      | 1       |  |
|                                    | Action démocratique                 | 1       |  |
|                                    |                                     |         |  |
| Total de députés membre de groupes | Total de députés membre de groupes  | 282     |  |
|                                    | Indépendants                        | 19      |  |
|                                    |                                     |         |  |
| Total des sièges pourvus           | Total des sièges pourvus            | 301     |  |